# Deodato Gentile
Deodato Pignolo Gentile (Genova, 1558 – Napoli, aprile 1616) è stato un vescovo cattolico italiano.

## Biografia
Nato a Genova nella famiglia Pignolo (dei Gentile), professò nei domenicani del convento di Santa Maria di Castello il 26 settembre 1574.
Fu priore di diversi conventi e trasferitosi a Roma quale priore del convento di Santa Sabina, cominciò la carriera nel Sant'Uffizio ed inviato come ministro inquisitore a Milano, dove si fece notare.
Il 9 luglio 1604 papa Clemente VIII lo scelse per succedere al vescovo di Caserta, Benedetto Mandina, e alla carica di ministro inquisitore del Regno di Napoli. Fu consacrato dal cardinale Domenico Pinelli, assistito dai vescovi Giuseppe Ferrerio e Agostino Quinzio.
Si dedicò principalmente all'attività inquisitoriale intransigente, dopo aver sistemato la sede diocesana, concentrandosi sulla repressione di eresia e stregoneria, applicando pene inasprite e ampliando le carceri napoletane. Si occupò dei casi di Tommaso Campanella e Giulia Di Marco.
Incontrò il filosofo nel carcere di Castel Sant'Elmo, da cui ricevette più volte suppliche per i suoi errori, chiedendogli di mediare col Sant'Uffizio e il monarca per ottenere la grazia.
Il 29 marzo 1610 fu nominato nunzio apostolico a Napoli, da papa Paolo V, obbligandolo a dimettersi da inquisitore del regno in favore di Stefano De Vicariis. Tra i due nacque rivalità, poiché sul caso della religiosa Giulia, il nuovo inquisitore fece cadere le accuse, ottenendo anche il benestare della viceregina Caterina Zunica e Sandoval. La questione passo però di nuovo al tribunale della nunziatura che ottenne l'abiura della religiosa.
Morì a Napoli e fu sepolto nella chiesa di Santa Caterina a Formiello.

## Genealogia episcopale
La genealogia episcopale è:
- Cardinale Domenico Pinelli
- Vescovo Deodato Gentile, O.P.